# 扬·舍费尔
扬·舍费尔（德語：Jan Schäfer，1974年10月18日—），德国男子皮划艇运动员。他曾代表德国参加2000年和2004年夏季奥林匹克运动会皮划艇比赛，其中2000年奥运会获得一枚银牌。